# とき☆めか!
『とき☆めか!』は、武内直子による日本の少女漫画作品。
講談社の漫画雑誌「なかよし」2005年1月号から2006年5月号にかけて全11話掲載された。連載期間と話数が一致しないのは、途中約半年間休載していたため。

## あらすじ
「頼れる友達を作ってあげる」……幼い頃の約束を守って、花星子から朝田美々依に友達ロボットの花咲芽歌が贈られてきた。芽歌は、普通の日本人の女の子らしくなるため、美々依と生活を共にする。

## 登場人物
朝田 美々依（あさだ みみい）
主人公。地味で家事しか取り柄のない女の子。誕生日に突然芽歌が家にやって来て以来テンションの高い芽花に振り回される日々を送る。
花咲 芽歌（はなさき めか）
ガールフレンドロボット。誕生日プレゼントとして星子から美々依に贈られて来た。人間と同じサイズ。めかとセットになっており、中身のプログラムはめかと瞬時に行き来が可能。超ハイテンション。
花咲 めか（はなさき めか）
芽歌のスモールサイズバージョン。

## 単行本
KCデラックスより第1巻発行
1. 2005年8月23日第1刷発行 ISBN 978-4-06-372061-7